# 64-я гвардейская танковая бригада
64-я отдельная гвардейская танковая Черновицко-Берлинская ордена Ленина, Краснознамённая ордена Суворова бригада — гвардейская танковая бригада Красной армии ВС СССР, в годы Великой Отечественной войны.
Условное наименование — войсковая часть полевая почта (в/ч пп) № 33437.
Сокращённое действительное наименование — 64 гв. отбр.

## История формирования
Бригада начала формироваться в сентябре 1941 года, на основании директивы НКО СССР и приказа СКВО № 0203 от 11 сентября 1941 года, как 49-я танковая бригада по штатам № 010/75 — 010/83. Формирование бригады проходило на станции Обливская Ростовской области Сталинградским учебным автобронетанковым центром, сначала в составе Северо-Кавказского военного округа, а затем в составе Сталинградского военного округа. Директивой НКО СССР № 723491 от 15 февраля 1942 года бригада была переформирована по штатам № 010/345-010/352. Зенитная батарея в полном составе прибыла из 131-й танковой бригады. Первые 16 танков Т-60 прибыли в бригаду 9 марта 1942 года, последняя партия — 10 танков КВ прибыла 29 марта с Челябинского завода. Личным составом бригада была полностью укомплектована к 1 апреля 1942 года, часть личного состава, около 400 человек прибыла из Куйбышевской области в качестве политбойцов. 3 и 4 апреля бригада погрузилась в железнодорожные эшелоны и отбыла в составе 1-го танкового корпуса в город Липецк.
Приказом НКО СССР № 306 от 23 октября 1943 года 3-й танковый корпус был преобразован в 8-й гвардейский механизированный корпус, входившей в него 49-й танковой бригаде также было присвоено почётное звание «Гвардейская». Новый войсковой № 64-я отдельная гвардейская танковая бригада был присвоен директивой ГШ КА № орг/3/141088 от 30 октября 1943 года.

## Участие в боевых действиях
Период вхождения в действующую армию: 30 ноября 1943 года — 6 сентября 1944 года, 22 ноября 1944 года — 9 мая 1945 года.
11 января 1944 года танкисты 49-го отдельного танкового батальона «проутюжили» 17 самолётов противника на аэродроме города Любек (Польша). 28 марта 1944 года танки бригады на аэродроме города Черновцы таранными ударами и огнём уничтожили 30 самолётов.

## Состав
На момент переформирования в гвардейскую по штатам № 010/240 — 010/248:
- Управление бригады (штат № 010/240)
- 49-й отдельный танковый батальон[6]
- 253-й отдельный танковый батальон[7]
- Моторизованный батальон
- Истребительно-противотанковая артиллерийская батарея
- Зенитная батарея (штат № 010/243)
- Рота технического обеспечения
- Медико-санитарный взвод

Директивой ГШ КА № орг/3/2232 от 30 ноября 1943 года переведена на штаты № 010/500 — 010/506:
- Управление бригады (штат № 010/500)
- 1-й отдельный танковый батальон (штат № 010/501) (до 14.05.1944 49-й отб)
- 2-й отдельный танковый батальон (штат № 010/501) (до 14.05.1944 253-й отб)
- 3-й отдельный танковый батальон (штат № 010/501)
- Моторизованный батальон автоматчиков (штат № 010/502)
- Зенитно-пулемётная рота (штат № 010/503)
- Рота управления (штат № 010/504)
- Рота технического обеспечения (штат № 010/505)
- Медико-санитарный взвод (штат № 010/506)
- Истребительно-противотанковая батарея (25.08.1944 — 15.01.1945)

## В составе
| Дата           | Фронт (военный округ) | Армия                          | Корпус | Примечания |
| -------------- | --------------------- | ------------------------------ | ------ | ---------- |
| 1.11.1943 года | 1-й Украинский фронт  | 1-я танковая армия             | -      | -          |
| 1.12.1943 года | 1-й Украинский фронт  | 1-я танковая армия             | -      | -          |
| 1.01.1944 года | 1-й Украинский фронт  | 1-я танковая армия             | -      | -          |
| 1.02.1944 года | 1-й Украинский фронт  | 1-я танковая армия             | -      | -          |
| 1.03.1944 года | 1-й Украинский фронт  | 1-я танковая армия             | -      | -          |
| 1.04.1944 года | 1-й Украинский фронт  | 1-я танковая армия             | -      | -          |
| 1.05.1944 года | 1-й Украинский фронт  | 1-я гвардейская танковая армия | -      | -          |
| 1.06.1944 года | 1-й Украинский фронт  | 1-я гвардейская танковая армия | -      | -          |
| 1.07.1944 года | 1-й Украинский фронт  | 1-я гвардейская танковая армия | -      | -          |
| 1.08.1944 года | 1-й Украинский фронт  | 1-я гвардейская танковая армия | -      | -          |
| 1.09.1944 года | 1-й Украинский фронт  | 1-я гвардейская танковая армия | -      | -          |
| 1.10.1944 года | Резерв Ставки ВГК     | 1-я гвардейская танковая армия | -      | -          |
| 1.11.1944 года | Резерв Ставки ВГК     | 1-я гвардейская танковая армия | -      | -          |
| 1.12.1944 года | 1-й Белорусский фронт | 1-я гвардейская танковая армия | -      | -          |
| 1.01.1945 года | 1-й Белорусский фронт | 1-я гвардейская танковая армия | -      | -          |
| 1.02.1945 года | 1-й Белорусский фронт | 1-я гвардейская танковая армия | -      | -          |
| 1.03.1945 года | 1-й Белорусский фронт | 1-я гвардейская танковая армия | -      | -          |
| 1.04.1945 года | 1-й Белорусский фронт | 1-я гвардейская танковая армия | -      | -          |
| 1.05.1945 года | 1-й Белорусский фронт | 1-я гвардейская танковая армия | -      | -          |

## Командование бригады

### Командиры бригады
- Бурда, Александр Фёдорович (23.10.1943 — 25.01.1944), гвардии подполковник (убит 25.01.1944);
- Бойко, Иван Никифорович (01.02.1944 — 01.08.1945), гвардии подполковник, гвардии полковник[9][10]

### Заместители командира бригады по строевой части
- Барханов Николай Павлович (1944 — 01.08.1945), гвардии подполковник

### Начальники штаба бригады
- Лебедев Николай Иванович (23.10.1943 — 05.02.1944), гвардии майор, гвардии подполковник;
- Панченко Андрей Григорьевич (08.02.1944 — 08.03.1944), гвардии полковник;
- Романов Андрей Дмитриевич (02.1944 — 01.08.1945), гвардии майор

### Начальник политотдела, заместитель командира бригады по политической части
- Боярский Алексей Семёнович (23.10.1943 — 01.08.1945), гвардии подполковник, гвардии полковник[11]

## Отличившиеся воины
| Награда | Ф. И. О.                     | Должность                                               | Звание  | Дата награждения | Примечания |
| ------- | ---------------------------- | ------------------------------------------------------- | ------- | ---------------- | --- |
|         | Адушкин, Иван Прокофьевич    | командир роты танков Т-34 3-го танкового батальона      | гвардии | 26.04.1944       | |
|         | Андрощук, Иван Степанович    | командир 2-го танкового батальона                       | гвардии | 31.05.1945       | |
|         | Безбородов, Василий Петрович | командир моторизованного батальона автоматчиков         | гвардии | 31.05.1945       | |
|         | Бойко, Иван Никифорович      | командир бригады                                        | гвардии | 26.04.1944       | |
|         | Бурда, Александр Фёдорович   | командир бригады                                        | гвардии | 24.04.1945       | 25 января 1944 года был смертельно ранен при прорыве корсунь-шевченковского мешка, похоронен в посёлке Ружин Житомирской области |
|         | Шкиль, Василий Фёдорович     | командир взвода средних танков 1-го танкового батальона | гвардии | 26.04.1944       | 20 апреля 1945 года погиб в бою за Берлин                                                                                        |

## Танкисты-асы
| Ф. И.О                        | Должность                                                        | Звание                    | Победы   | Типы танков          | Обстоятельства подвигов |
| ----------------------------- | ---------------------------------------------------------------- | ------------------------- | -------- | -------------------- | --- |
| Бурда, Александр Фёдорович    | командир бригады                                                 | гвардии подполковник      | более 30 | T-35 T-28 Т-34-76    | также орудия, из них 8 — за 4 октября 1941 года |
| Стороженко, Василий Яковлевич | заместитель командира 3-го танкового батальона по строевой части | гвардии капитан           | 29       | T-28 Т-34-76 Т-34-85 | также много орудий, награждён двумя орденами Красного Знамени |
| Бражников, Григорий Иванович  | командир танковой роты 3-го танкового батальона                  | гвардии старший лейтенант | 16       | Т-34-76 Т-34-85      | из них — 5 тяжёлых танков «Тигр» и 1 средний танк Т-3, был представлен к званию Героя Советского Союза, но награждён орденом Красного Знамени |
| Никитин, Павел Фёдорович      | командир взвода средних танков 1-го танкового батальона          | гвардии лейтенант         | 10       | Т-34-76 Т-34-85      | из них — 2 тяжёлых танков «Тигр», 1 тяжёлый танк Пантера и 2 средних танка Т-3, в одном бою 25 марта 1944 года уничтожил 7 танков, 1 паровоз, эшелон с боеприпасами и 20 автомашин, за что посмертно был представлен к званию Героя Советского Союза, но награждён орденом Отечественной войны I степени |
| Адушкин, Иван Прокофьевич     | командир роты танков Т-34 3-го танкового батальона               | гвардии старший лейтенант | 6        | БТ-7 Т-34-85         | из них 1 «Тигр» и 1 САУ, также 17 машин и 1 самолёт (из пушки) |

## Награды и почётные наименования
| Награда (наименование)              | Дата награждения | За что получена |
| ----------------------------------- | --- | --- |
| Почётное звание «Гвардейская»       | присвоено приказом НКО СССР № 306 от 23 октября 1943 года. | за доблесть и мужество личного состава |
| Почётное наименование «Черновицкая» | присвоено приказом Народный комиссара обороны СССР № 082 от 8 апреля 1944 года, на основании приказа Верховного главнокомандующего № 98 от 30 марта 1944 года | в ознаменование одержанной победы и отличия в боях за овладение городом Черновцы |
| Почётное наименование «Берлинская»  | присвоено приказом Народный комиссара обороны СССР № 0111 от 11 июня 1945 года, на основании приказа Верховного главнокомандующего № 359 от 2 мая 1945 года   | за отличия в боях при овладении столицей Германии городом Берлин |
| Орден Ленина                        | награждена Указом Президиума Верховного Совета СССР от 18 апреля 1944 года                                                                                    | за образцовое выполнение заданий командования в боях с немецкими захватчиками в предгорьях Карпат, выход на нашу юго-западную государственную границу и проявленные при этом доблесть и мужество |
| Орден Красного Знамени              | награждена указом Президиума Верховного Совета СССР от 23 октября 1943 года                                                                                   | за образцовое выполнение заданий командования на фронте борьбы с немецкими захватчиками и проявленные при этом доблесть и мужество (унаследовала от 49-й танковой бригады)                       |
| Орден Суворова II степени           | награждена указом Президиума Верховного Совета СССР от 28 мая 1945 года                                                                                       | за образцовое выполнение заданий командования в боях при прорыве обороны немцев и наступлении на Берлин и проявленные при этом доблесть и мужество                                               |

## Послевоенная история
В июле 1945 года, на основании приказа НКО СССР № 0013 от 10 июня 1945 года, 64-я отдельная гвардейская танковая бригада была переформирована в 64-й гвардейский тяжёлый танковый полк (в/ч 33437). 27 июля 1945 года 64-й полк возвратился из резерва 1-й гвардейской танковой армии в состав 8-й гвардейской механизированной дивизии.
В 1946 году 8-я дивизия была скадрована в 8-й гвардейский отдельный кадровый механизированный полк, а 64-й полк в гвардейский отдельный кадровый танковый батальон. В 1949 году была вновь развёрнута 8-я гвардейская механизированная дивизия, а в её составе развёрнут 64-й гвардейский тяжёлый танко-самоходный полк
С 16 по 18 мая 1957 года, на основании директивы Главнокомандующего ГСВГ от 25 марта 1957 года, 8-я гвардейская механизированная дивизия была переформирована в 20-ю гвардейскую мотострелковую дивизию и переведена на новые штаты. В связи с этим 64-й гвардейский тяжёлый танко-самоходный Черновицко-Берлинский ордена Ленина, Краснознамённый ордена Суворова полк был расформирован.

## Память

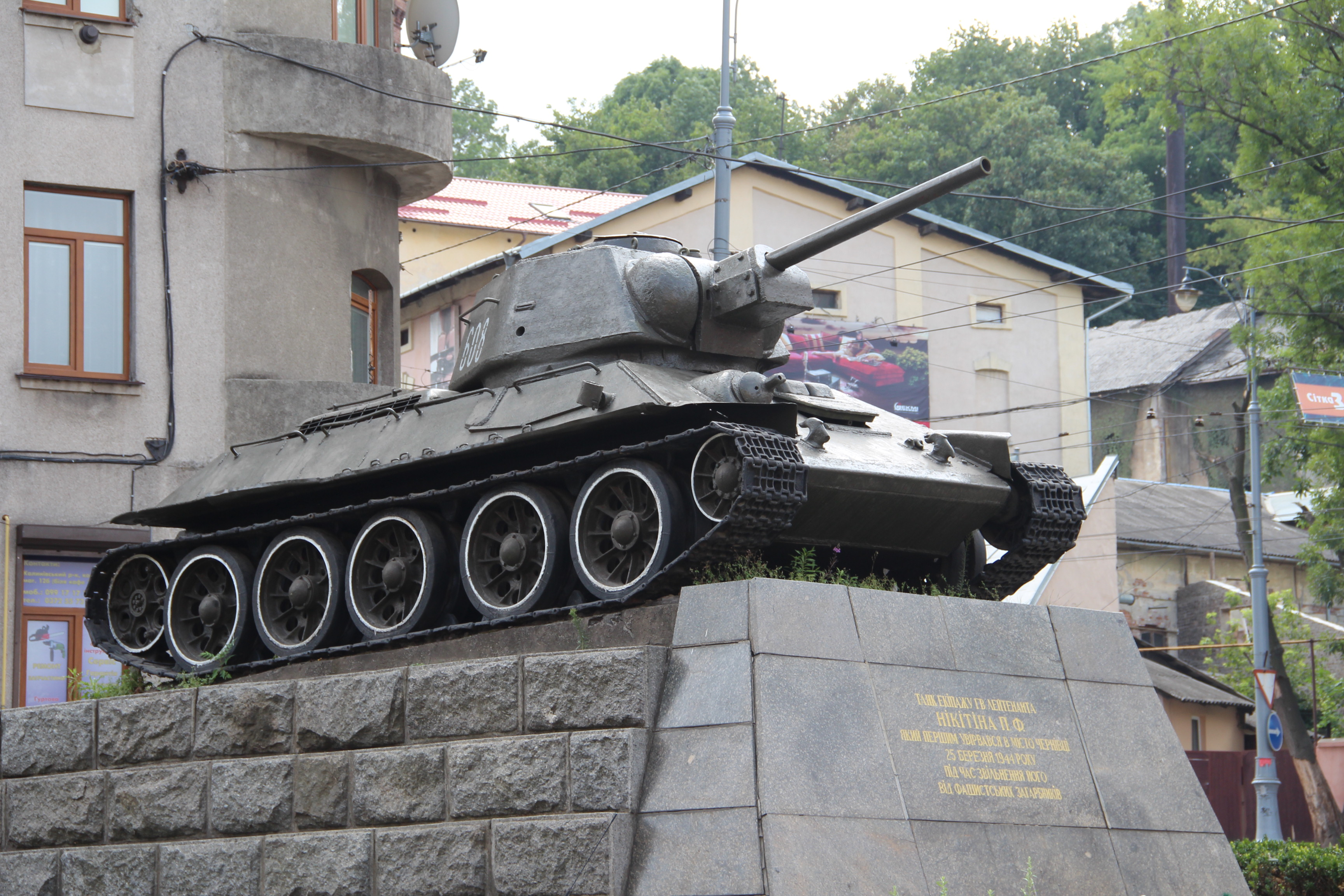
Танк Т-34 экипажа гвардии лейтенанта Павла Фёдоровича Никитина, Черновцы

По просьбе рабочих железнодорожного узла и трикотажной фабрики города Черновцы Военный совет 1-й гвардейской танковой армии оставил, в память об освобождении города, танк Т-34 экипажа гвардии лейтенанта Павла Фёдоровича Никитина, который 25 марта 1944 года первым ворвался в Черновцы. В 1946 году танк установили на пьедестал на улице Гагарина.